# Мері Нортон
Мері Но́ртон (англ. Mary Norton, до шлюбу Пірсон; 10 грудня 1903 — 29 серпня 1992, графство Девон, Велика Британія) — британська дитяча письменниця.

## Життєпис
Мері Нортон народилася в сім'ї лікаря. Вийшла заміж за Роберта Нортона 1927 року й народила чотирьох дітей, 2 хлопчиків та 2 дівчаток. Другим її чоловіком став Лайонел Бонсі, з яким вона одружилась 1970 року.
Писати почала, працюючи на Британську закупівельну комісію в Нью-Йорку під час Другої світової війни. Її першу книгу «Чарівний набалдашник, або Як стати відьмою за десять легких уроків» опубліковано 1943 році. Ця книга та її продовження, «Вогнища та мітли», стали основою для фільму «Набалдашник і мітла» компанії Walt Disney Productions.
Найвідомішу казку Нортон — «Позичайки» (або «Злодюжки») екранізовано багато разів: 1973 року компанією NBC (телефільм); 1992 року компанією Бі-бі-сі (міні-серіал); 1997 року кінокомпанією PolyGram Filmed Entertainment — Злодюжки (англ. The Borrowers) і студією Ghibli 2010 року — аніме-фільм «Аріетті з країни ліліпутів», 2011 року — «Позичайки» (фільм). 1952 року за повість «Позичайки» Мері Нортон нагороджено медаллю Карнегі.
Померла Мері Нортон 1992 року від інсульту в Девоні (Англія).